# 基本手写体
基本手写体（Grundschrift）是一種简化版手写体，由德国汉堡的学校首先开始采用。目前，该字体已得到德国全国小学教师联盟（German National Primary Schoolteachers' Union）的认可与支持。德国又在全国范围内推行该手写体。
与草书手写体不同，用基本手写体写成的词句中的字母都是独立、不相连的，如同印刷体；而用草书手写体写成的词句中的字母则是流畅的连笔字。